# مجال الفوتون

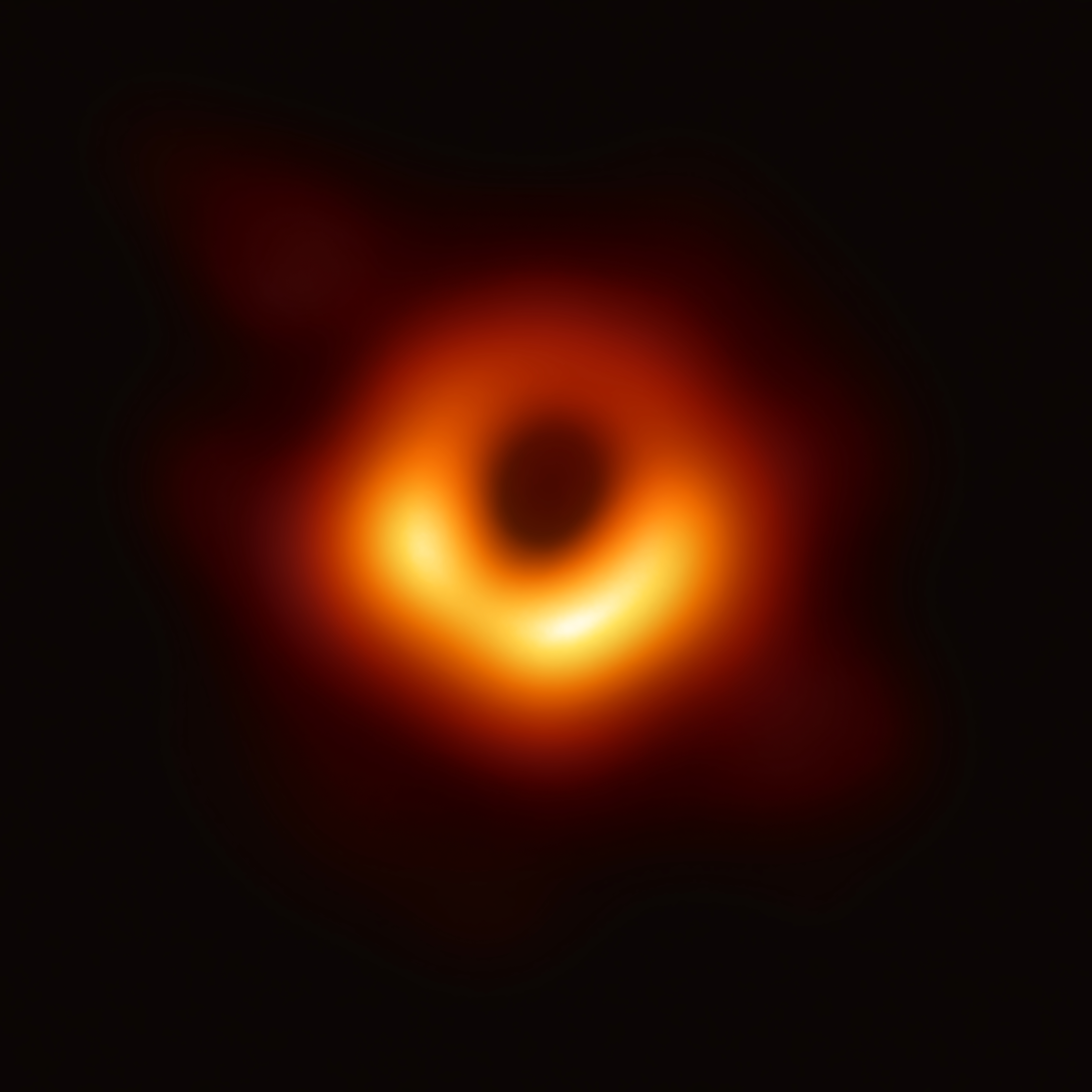
انبعاث الراديو من قرص التراكم المحيط بالثقب الأسود الهائل M87 * (تم التقاطه عام 2017، محسوبًا عام 2019) كما تم تصويره بواسطة مقراب أفق الحدث. تقع كرة الفوتون داخل الظل المظلم (الذي يبلغ نصف قطره 2.6 مرة نصف قطر شوارزشيلد).

إن كرة الفوتون  أو دائرة الفوتون  هي منطقة أو منطقة من الفضاء تكون فيها الجاذبية قوية لدرجة أن الفوتونات تضطر للسفر في مدارات. (يطلق عليه أحيانًا آخر مدار للفوتون)  نصف قطر كرة الفوتون، وهو أيضًا الحد الأدنى لأي مدار مستقر، بالنسبة لثقب شوارزشيلد الأسود:
{\displaystyle r={\frac {3GM}{c^{2}}}={\frac {3r_{\rm {s}}}{2}}}
حيث G هو ثابت الجاذبية، M هو كتلة الثقب الأسود، و c هي سرعة الضوء في الفراغ و rs هو نصف قطر شوارزشيلد (نصف قطر أفق الحدث) - انظر أدناه للحصول على اشتقاق هذه النتيجة.
تستلزم هذه المعادلة أن كرات الفوتون لا يمكن أن توجد إلا في الفضاء المحيط بجسم مضغوط للغاية ( ثقب أسود أو ربما نجم نيوتروني  ).
تقع كرة الفوتون على مسافة أبعد من مركز الثقب الأسود من أفق الحدث. داخل كرة الفوتون من الممكن تخيل فوتون منبعث من مؤخرة رأس المرء، يدور حول الثقب الأسود، عندها فقط يتم اعتراضه من قبل عيون الشخص، مما يسمح للشخص برؤية مؤخرة الرأس. بالنسبة للثقوب السوداء غير الدوارة، فإن كرة الفوتون عبارة عن كرة نصف قطرها 3/2 r s. لا توجد مدارات ثابتة للسقوط الحر موجودة داخل أو عبر كرة الفوتون. أي مدار سقوط حر يعبره من الحلزونات الخارجية إلى الثقب الأسود. أي مدار يعبره من الداخل يهرب إلى ما لا نهاية أو يسقط مرة أخرى ويدور في الثقب الأسود. لا يوجد مدار غير متسارع بمحور شبه رئيسي أقل من هذه المسافة، ولكن داخل كرة الفوتون، سيسمح التسارع المستمر للمركبة الفضائية أو المسبار بالتحليق فوق أفق الحدث.
خاصية أخرى لمجال الفوتون هي قوة الطرد المركزي (ملاحظة: ليس الجاذبية ). خارج كرة الفوتون، كلما زادت سرعة دورانه كلما زادت القوة الخارجية التي يشعر بها المرء. تنخفض قوة الطرد المركزي إلى الصفر عند كرة الفوتون، بما في ذلك المدارات غير المتساقطة بأي سرعة، أي أنك تزن نفس الشيء بغض النظر عن السرعة التي تدور فيها، وتصبح سالبة بداخلها. داخل كرة الفوتون، كلما زادت سرعة دورانك في المدار، زاد وزنك المحسوس أو القوة الداخلية. هذا له تداعيات خطيرة على ديناميكيات السوائل لتدفق السوائل إلى الداخل.
يحتوي الثقب الأسود الدوّار على كرة فوتونية عندما يدور الثقب الأسود، فإنه يسحب الفضاء معه. تتحرك كرة الفوتون الأقرب إلى الثقب الأسود في نفس اتجاه الدوران، في حين أن كرة الفوتون البعيدة تتحرك عكسها. كلما زادت السرعة الزاوية لدوران الثقب الأسود، زادت المسافة بين كرة الفوتونين. نظرًا لأن الثقب الأسود يحتوي على محور دوران، فإن هذا يكون صحيحًا فقط إذا اقترب من الثقب الأسود في اتجاه خط الاستواء. إذا اقتربنا من زاوية مختلفة، مثل زاوية من أقطاب الثقب الأسود إلى خط الاستواء، فهناك كرة فوتونية واحدة فقط. هذا لأن الاقتراب من هذه الزاوية لا وجود لإمكانية السفر مع الدوران أو عكسه.

## اشتقاق ثقب أسود من نوع شوارزشيلد
نظرًا لأن ثقب شوارزشيلد الأسود له تناظر كروي، فإن جميع المحاور الممكنة لمدار فوتون دائري متكافئة، وجميع المدارات الدائرية لها نفس نصف القطر.
يتضمن هذا الاشتقاق استخدام مصفوفة شوارزشيلد، المعطى بواسطة:
{\displaystyle ds^{2}=\left(1-{\frac {r_{\rm {s}}}{r}}\right)c^{2}dt^{2}-\left(1-{\frac {r_{\rm {s}}}{r}}\right)^{-1}dr^{2}-r^{2}({\textrm {sin}}^{2}\theta d\phi ^{2}+d\theta ^{2})}
بالنسبة للفوتون الذي يسافر في دائرة نصف قطرها ثابت r (أي في اتجاه تنسيق Φ) ، {\displaystyle dr=0} . لأنه فوتون {\displaystyle ds=0} ("فترة زمنية شبيهة بالضوء"). يمكننا دائمًا تدوير نظام الإحداثيات على هذا النحو {\displaystyle \theta } ثابت {\displaystyle d\theta =0} (بمعنى آخر، {\displaystyle \theta ={\frac {\pi }{2}}} ).
ضبط ds و dr و dθ على الصفر ، لدينا:
{\displaystyle \left(1-{\frac {r_{\rm {s}}}{r}}\right)c^{2}dt^{2}=r^{2}{\textrm {sin}}^{2}\theta d\phi ^{2}}
إعادة الترتيب تعطي:
{\displaystyle {\frac {d\phi }{dt}}={\frac {c}{r{\textrm {sin}}\theta }}{\sqrt {1-{\frac {r_{\rm {s}}}{r}}}}}
للمضي قدما نحتاج العلاقة {\displaystyle {\frac {d\phi }{dt}}} . للعثور عليه ، نستخدم المعادلة الجيوديسية الشعاعية {\displaystyle {\frac {d^{2}r}{d\tau ^{2}}}+\Gamma _{\mu \nu }^{r}u^{\mu }u^{\nu }=0.} .
عدم التلاشي {\displaystyle \Gamma } - معاملات الاتصال {\displaystyle \Gamma _{tt}^{r}={\frac {c^{2}BB^{\prime }}{2}},\;\Gamma _{rr}^{r}=-{\frac {B^{-1}B^{\prime }}{2}},\;\Gamma _{\theta \theta }^{r}=-rB,\;\Gamma _{\phi \phi }^{r}=-Br\sin ^{2}\theta } ، أين {\displaystyle B^{\prime }={\frac {dB}{dr}},B=1-{\frac {r_{\rm {s}}}{r}}} .
نتعامل مع الجيوديسيا الشعاعية للفوتون مع r و {\displaystyle \theta } ، لذا {\displaystyle {\frac {dr}{d\tau }},\;{\frac {d^{2}r}{d\tau ^{2}}},\;{\frac {d\theta }{d\tau }}=0} .
استبدالها كلها في المعادلة الجيوديسية الشعاعية (المعادلة الجيوديسية مع إحداثيات شعاعية كمتغير تابع) ، نحصل عليها {\displaystyle \left({\frac {d\phi }{dt}}\right)^{2}={\frac {c^{2}r_{\rm {s}}}{2r^{3}\sin ^{2}\theta }}} .
بمقارنتها بما تم الحصول عليه سابقًا ، لدينا: {\displaystyle c{\sqrt {\frac {r_{\rm {s}}}{2r}}}=c{\sqrt {1-{\frac {r_{\rm {s}}}{r}}}}} .
حيث أدخلنا {\displaystyle \theta ={\frac {\pi }{2}}} راديان (تخيل أن الكتلة المركزية ، التي يدور حولها الفوتون ، تقع في مركز محاور الإحداثيات. ثم ، عندما ينتقل الفوتون على طول {\displaystyle \phi } - خط منسق ، لكي تكون الكتلة موجودة مباشرة في مركز مدار الفوتون ، يجب أن يكون لدينا {\displaystyle \theta ={\frac {\pi }{2}}} راديان).
ومن ثم ، فإن إعادة ترتيب هذا التعبير النهائي يعطي: {\displaystyle r={\frac {3}{2}}r_{\rm {s}}} .
وهي النتيجة التي شرعنا في إثباتها.

## يدور الفوتون حول ثقب أسود كير

مناظر من الجانب (ل) ومن فوق عمود (ص). يحتوي الثقب الأسود الدوار على 9 أنصاف أقطار يمكن للضوء أن يدور بينها على إحداثيات r ثابتة. في هذه الرسوم المتحركة ، يتم عرض جميع مدارات الفوتون لـ a = M.

على النقيض من ثقب شوارزشيلد الأسود، فإن الثقب الأسود مترية كير ليس له تناظر كروي، ولكن فقط محور تناظر، والذي له عواقب عميقة على مدارات الفوتون، انظر على سبيل المثال. كريمر للحصول على تفاصيل ومحاكاة لمدارات الفوتون ودوائر الفوتون. يمكن أن يوجد مدار دائري فقط في المستوى الاستوائي، وهناك اثنان منهم (متقدم وعكسي)، مع بوير - ليندكويست - رادي.
{\textstyle r_{\pm }^{\circ }=r_{\rm {s}}\ \left[1+\cos \left({\frac {2}{3}}\cos ^{-1}\left({\frac {\pm |a|}{M}}\right)\right)\right],}
أين {\displaystyle a=J/M} هو الزخم الزاوي لكل وحدة كتلة للثقب الأسود. توجد مدارات إحداثيات نصف قطر ثابتة أخرى، لكن لها مسارات أكثر تعقيدًا تتأرجح في خط العرض حول خط الاستواء.

## روابط خارجية
- خطوة بخطوة نحو الثقب الأسود
- رحلات افتراضية إلى الثقوب السوداء والنجوم النيوترونية
- الفوتون الكروي يدور حول ثقب أسود كير